# Amt Schermbeck
Das Amt Schermbeck war bis 1975 ein Amt im Kreis Rees in Nordrhein-Westfalen. Es ging aus der Bürgermeisterei Schermbeck hervor. Sein Gebiet liegt heute im nordrhein-westfälischen Kreis Wesel.

## Bürgermeisterei Schermbeck
Das Gebiet des späteren Kreises Rees gehörte vor der Franzosenzeit zum Herzogtum Kleve, das seit dem 17. Jahrhundert zu Preußen gehörte. Durch den Frieden von Tilsit musste Preußen 1807 auf seine Besitzungen westlich der Elbe verzichten. Der rechtsrheinische Teil des Herzogtums Kleve fiel dadurch im Januar 1808 an den französischen Satellitenstaat Großherzogtum Berg und gehörte dort zum Arrondissement Essen. Das Gebiet war nach französischem Muster in die drei Kantone Emmerich, Rees und Ringenberg gegliedert. In den Kantonen wurden als unterste Verwaltungsebene Mairien (Bürgermeistereien) eingerichtet, darunter auch die Mairie Schermbeck im Kanton Ringenberg. Ende 1810 wurde das Gebiet von Frankreich annektiert und gehörte nun zum Arrondissement Rees des Départements Lippe. Nachdem 1814 das Gebiet des alten Herzogtums Kleve wieder an Preußen gefallen war, wurde aus der Mairie Schermbeck die preußische Bürgermeisterei Schermbeck, die 1816 zunächst zum neuen Kreis Dinslaken in der Provinz Jülich-Kleve-Berg, der späteren Rheinprovinz kam. Nach dessen Auflösung im Jahre 1823 wechselte die Bürgermeisterei Schermbeck in den Kreis Rees.

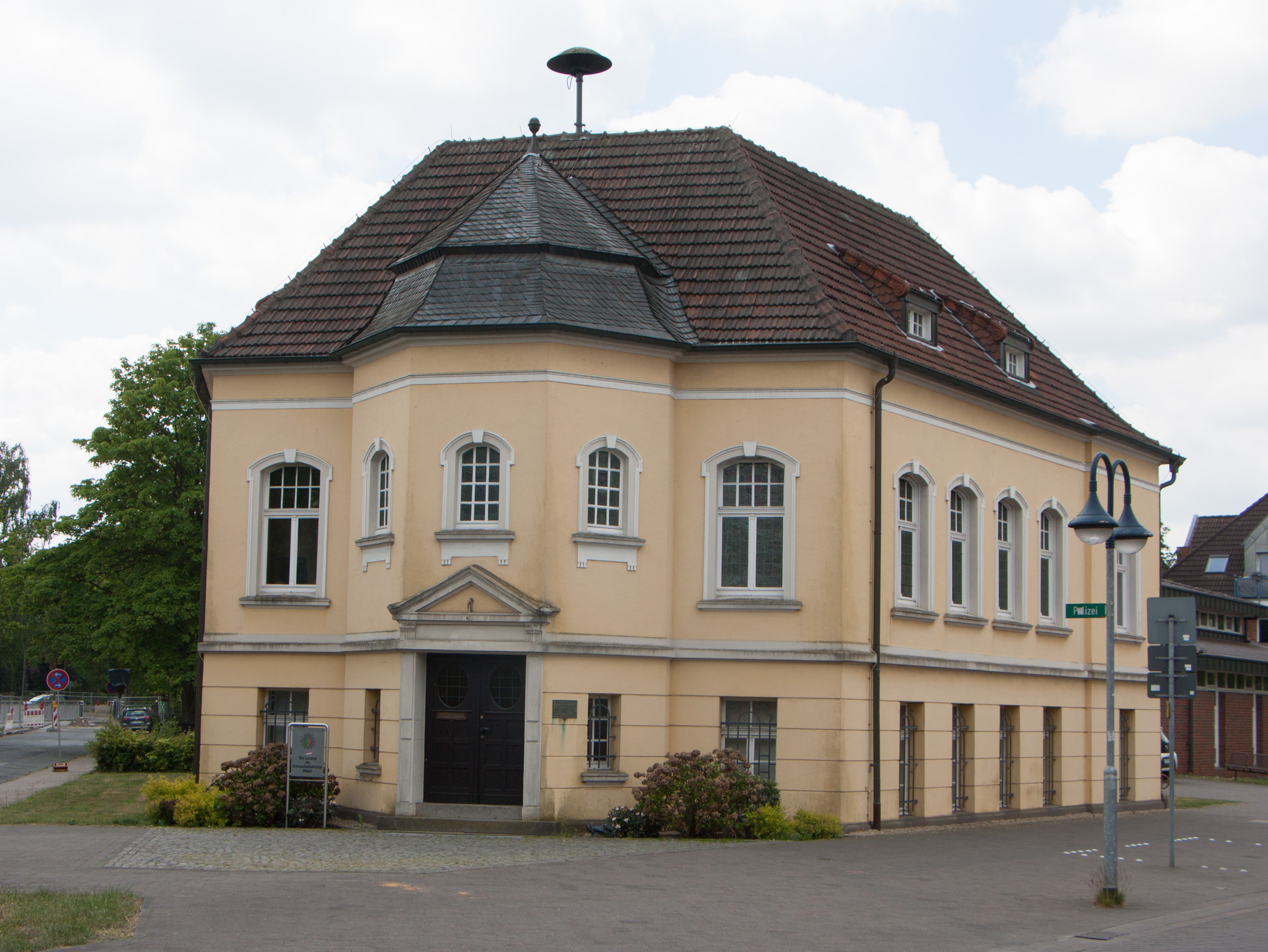
Altes Rathaus Schermbeck

An der Weseler Straße wurde 1910 ein Rathaus für die Bürgermeisterei erbaut.

## Amt Schermbeck
Am Ende des Jahres 1927 wurde die Bezeichnung aller rheinischen Landbürgermeistereien in „Amt“ geändert. Die Bürgermeisterei Schermbeck hieß seitdem Amt Schermbeck. Das Amt Schermbeck umfasste neun Gemeinden:
- Bricht
- Brünen
- Damm
- Dämmerwald
- Drevenack
- Krudenburg
- Overbeck
- Schermbeck
- Weselerwald

Zum 1. Januar 1975 wurde das Amt Schermbeck durch das Niederrhein-Gesetz aufgelöst. Bricht, Damm, Dämmerwald, Overbeck, Schermbeck und Weselerwald wurden Teil der neuen Gemeinde Schermbeck, Drevenack und Krudenburg wurden Teil der Gemeinde Hünxe und Brünen wurde Teil der Gemeinde Hamminkeln. Schermbeck, Hünxe und Hamminkeln kamen alle zum neuen Kreis Wesel.

### Wappen
| Wappen des ehemaligen Amtes Schermbeck, Kreis Rees | Blasonierung: „In Rot über drei silbernen (weißen) Wellenbalken ein goldener (gelber) Lilienbalken.“ |
| Wappen des ehemaligen Amtes Schermbeck, Kreis Rees | Wappenbegründung: Das Wappen wurde am 5. Februar 1968 vom nordrhein-westfälischen Innenminister genehmigt. Es ist angelehnt an das Wappen der Gemeinde Schermbeck; der Lilienbalken erinnert an die frühere Zugehörigkeit zum Herzogtum Kleve. Die Wellenbalken stehen für die Gewässer Lippe, Issel und redend für den Schermbecker Mühlenbach ('Scirenbeke'). |

## Einwohnerentwicklung
| Jahr           | Einwohner      | Quelle         |
| Bm. Schermbeck | Bm. Schermbeck | Bm. Schermbeck |
| -------------- | -------------- | -------------- |
| 1828           | 5118           | [ 6 ]          |
| 1871           | 5345           | [ 7 ]          |
| 1885           | 5915           | [ 8 ]          |
| 1895           | 6064           | [ 9 ]          |
| 1910           | 6997           | [ 10 ]         |
| Amt Schermbeck |                |                |
| 1933           | 7323           | [ 11 ]         |
| 1939           | 7321           | [ 11 ]         |
| 1950           | 9510           | [ 12 ]         |
| 1961           | 8719           | [ 13 ]         |
| 1970           | 9698           | [ 14 ]         |

## Amtsbürgermeister
- 1946–195400Erich Bohnekamp